# 마가렛 헤이즈
마가렛 헤이즈(Margaret Hayes, 1916년 12월 5일 ~ 1977년 1월 26일)는 미국의 배우, 텔레비전 배우, 영화배우이다.

## 영화
- 더 뉴 브리드 (1961년)
- 굿 데이 포 어 행잉 (1959년)
- 포일라인 (1958년)
- 페리 메이슨 (1957년)
- 오마르 하이얌 (1957년)
- 보텀 오브 더 보틀 (1956년)
- 난폭한 토요일 (1955년)
- 폭력 교실 (1955년)
- 클라이막스! (1954년)
- 서스펜스 (1949년)
- 데이 갓 위 컨버드 (1943년)
- 더 글래스 키 (1942년) - 엘로이즈 매튜스 역
- 설리반의 여행 (1942년)
- 루이지아나 퍼처스 (1941년)